# رولانكورت
رولانكورت (بالفرنسية: Rollancourt)‏ هي بلدية تقع في إقليم باد كاليه من منطقة نور با دو كاليه في شمال فرنسا. تبلغ مساحة هذه المدينة 11.59 (كم²)، وترتفع عن سطح البحر 35 م، يبلغ عدد سكانها 456 نسمة حسب إحصاء المعهد الوطني للإحصاء والدراسات الاقتصادية سنة 2009 م. وترأس Alexandre Podvin البلدية خلال فترة (2001-2008).